# William Paley

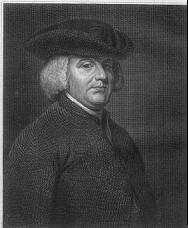
William Paley

William Paley (lipiec 1743 – 25 maja 1805) – angielski teolog, apologeta chrześcijaństwa, filozof i utylitarysta, przedstawiciel tzw. teologii naturalnej, autor najbardziej znanej wersji argumentu z projektu, zwanej analogią zegarmistrza, odwołującej się do nieprawdopodobieństwa przypadkowego powstania zegarka, przedstawionej w książce Natural Theology; or, Evidences of the Existence and Attributes of the Deity. 
William Paley w Teologii naturalnej wyjaśniał stan przyrody, w którym zwierzęta pożerają się nawzajem, a rośliny odbierają sobie dostęp do światła i wody (co wcześniejsza teologia biblijna uznawała za efekt grzechu pierworodnego) jako zamierzony przez Boga sposób doskonalenia się wszystkich istot.